# Strada Statale 280 dei Due Mari
Die Strada Statale 280 „dei Due Mari“ ist eine italienische Staatsstraße.

## Verlauf
Die SS 280 verbindet die tyrrhenisches Küste bei Lamezia Terme (und deshalb die Autobahn Salerno–Reggio di Calabria) mit der kalabrischen Hauptstadt Catanzaro an der ionischen Küste. Der Verlauf entspricht der Europastraße 848.